# Kaskö Tidning
Kaskö Tidning var en svenskspråkig dagstidning utkom i Kaskö 1914–1964.
År 1964 flyttades den till Närpes 1964 och erhöll då namnet Närpes-Övermark-Kaskö Tidning, vilket kortades till Närpes Tidning 1968. Tidningen sammanslogs 1980 med Syd-Österbotten. Upplagan var 1979 4 950 exemplar.